# Filicium thouarsianum
Filicium thouarsianum är en kinesträdsväxtart som först beskrevs av Dc., och fick sitt nu gällande namn av René Paul Raymond Capuron. Filicium thouarsianum ingår i släktet Filicium och familjen kinesträdsväxter. Inga underarter finns listade i Catalogue of Life.